# La Famille Hollar
Pour les articles homonymes, voir Hollar.
Pour plus de détails, voir Fiche technique et Distribution.
La Famille Hollar (The Hollars) est un film américain réalisé par John Krasinski, sorti en 2016.

## Synopsis
John Hollar, un romancier new-yorkais en difficulté, est obligé de rentrer à la maison quand sa mère Sally est diagnostiquée avec une tumeur au cerveau. Dans la maison où il a grandi, John est immédiatement confronté aux problèmes de sa famille dysfonctionnelle, à un rival de l'école secondaire, et une ex-petite amie trop enthousiaste alors qu'il fait face à une paternité avec sa petite amie Rebecca à New York.

## Fiche technique
- Titre original : The Hollars
- Titre français : La Famille Hollar
- Réalisation : John Krasinski
- Assistants réalisateurs : Kelly Cantley et Jasmine Alhambra
- Scénario : James C. Strouse
- Photographie : Eric Allen Edwards
- Décors : Daniel B.Clancy
- Costumes : Caroline Eselin (it)
- Montage : Terel Gibson
- Production : John Krasinski, Tom Rice, Ben Nearn et Alysson Seeger
- Producteurs exécutifs : Michael London, Mike Sablone, James C.Strouse, Janice Williams et Kirk Michael Fellows
- Coproducteurs : Toddy Burton, Kelly Cantley et Kelley Sims
- Sociétés de production : Sycamore Pictures, Fancy Films Post Service et Sunday Night
- Distribution : Sony Pictures Classics
- Budget: 3 800 000 $
- Langue : anglais
- Pays :  États-Unis
- Durée : 89 minutes
- Genre : comédie dramatique
- Dates de sortie :
  - États-Unis : 24 janvier 2016 (Festival du film de Sundance), 26 août 2016 (sortie nationale)
  - France : 25 décembre 2016 (vidéo à la demande)

## Distribution
- John Krasinski : John Hollar
- Anna Kendrick : Rebecca
- Mary Elizabeth Winstead : Gwen
- Sharlto Copley : Ron Hollar
- Richard Jenkins : Don Hollar
- Margo Martindale : Sally Hollar
- Charlie Day : Jason
- Randall Park : Dr Fong
- Josh Groban : révérend Dan
- Mary Kay Place : Pam
- Ashley Dyke : Stacey
- Tonea Stewart : Latisha
- Didi Costine : Matilde
- Yvonne Angulo : une infirmière
- Nancy Nave : une infirmière